# Zoe Bonafonte
Zoe Bonafonte és una actriz española nacida en Barcelona en 10 de marzo de 2004.

## Trayectoria
Bonafonte se trasladó a Madrid a los 16 años para iniciar su carrera en la actuación, después de estudiar un año en Georgia, Estados Unidos.
Comenzó con papeles en la serie diaria Amar es para siempre y en la miniserie Escándalo. Relato de una obsesión.
Su primera aparición en la gran pantalla fue con El 47 de Marcel Barrena película ganadora de cinco  premios Goya, entre ellas es de la  mejor película  , entre sus 14 candidaturas , estuvo la nominación de  mejor actriz revelación para Zoe, por el personaje de Joana Vital
En 2025 estrenó su segunda película en la gran pantalla, El secreto del orfebre de la directora Olga Osorio junto a Mario Casas y Michelle Jenner.

## Premios y nominaciones
Premios Goya
| Año  | Categoría               | Película | Resultado |
| ---- | ----------------------- | -------- | --------- |
| 2024 | Mejor actriz revelación | El 47    | Nominada  |

Medallas del Círculo de Escritores Cinematográficos
| Año  | Categoría         | Película | Resultado |
| ---- | ----------------- | -------- | --------- |
| 2024 | Actriz revelación | El 47    | Nominada  |